# Elizabeth Smith-McCrossin
Elizabeth Smith-McCrossin, née le 7 juillet 1969, est une infirmière et femme politique canadienne.
Lors des élections générales néo-écossaises de 2017, elle est élue à l'Assemblée législative de la Nouvelle-Écosse, dans la circonscription de Cumberland North, dans les rangs du Parti progressiste-conservateur de la Nouvelle-Écosse.
En 2018, elle brigue sans succès la direction du parti.
En 2021, elle est au cœur d'un blocage de la Transcanadienne organisé pour protester contre les mesures imposées à l'arrivée dans la province pour empêcher la propagation de la Covid-19. Le Parti progressiste-conservateur, qui désapprouve le blocage, expulse Elizabeth Smith-McCrossin. Deux mois plus tard, aux élections de 2021, elle est réélue en tant qu'indépendante.
En 2023, Elizabeth Smith-McCrossin accuse le caucus progressiste-conservateur d'avoir forcé une employée à signer un accord de non-divulgation peu avant la démission en 2018 du chef du parti, Jamie Bailie, à la suite d'allégations d'inconduite sexuelle. Elle est alors menacée d'expulsion de l'Assemblée législative, mais la motion n'est jamais adoptée.

## Biographie
Elizabeth Smith-McCrossin est infirmière autorisée et propriétaire d’une petite entreprise.